# Донауров, Пётр Михайлович
Пётр Михайлович Донауров (17 февраля (1 марта) 1801 — 22 июля (3 августа) 1863) — владимирский, потом петербургский гражданский губернатор из рода Донауровых, сенатор, тайный советник. Дядя композитора С. И. Донаурова.
Старший сын сенатора Михаила Ивановича Донаурова, для которого Кваренги выстроил под Петербургом усадьбу Жерновка.
После окончания Пажеского корпуса П. М. Донауров в 1819 году начал службу эстандарт-юнкером в лейб-гвардии Конном полку; в 1828 году произведён в штабс-ротмистры. Участвовал в подавлении Польского восстания.
С 1832 года на гражданской службе. В 1833 году был пожалован придворным званием камергера. С 1836 года — чиновник по особым поручениям при военном министре.
В 1842—1851 годах занимал должность владимирского гражданского губернатора. При нём в городе был открыт драматический театр (ныне — Владимирский академический театр драмы).
В 1851—1855 годах — гражданский губернатор Санкт-Петербурга. С 1851 по 1855 год был членом Попечительского совета заведений общественного призрения в Санкт-Петербурге. С 1856 года товарищ государственного контролера, с 1855 года сенатор.
Умер в Санкт-Петербурге от болезни сердца. Похоронен рядом с женой на Тихвинском кладбище Александро-Невской лавры.
Жена (с 28 апреля 1829 года) — Наталья Алексеевна Хитрово (16.02.1804—13.02.1863), фрейлина двора, дочь государственного контролёра А. З. Хитрово. Умерла в Петербурге от нервического удара, похоронена в Александро-Невской Лавре. В браке имели четверых сыновей, из которых Алексей (12.02.1830—1897) до генеральского чина.

## Награды
- Польский знак отличия за военное достоинство 4-й степени (1831)
- Орден Святого Владимира 4-й степени с бантом (1831)
- Орден Святой Анны 2-й степени (1838)
- Орден Святого Владимира 3-й степени (1845)
- Орден Святого Станислава 1-й степени (1846)
- Орден Святой Анны 1-й степени (1849; императорская корона к этому ордену пожалована в 1854 году)
- Орден Святого Владимира 2-й степени (1856)
- Орден Белого орла (1859)
- Знак за XXXV лет беспорочной службы (1859)
- Орден Святого Александра Невского (1863)[источник не указан 2620 дней]